# Askungen (film, 1997)
Askungen (engelska: Cinderella) är en amerikansk musikal TV-film från 1997, producerad av Walt Disney Television. Askungen spelas av den då tonåriga sångerskan Brandy Norwood som blev den första afroamerikanskan att spela denna roll. Övriga medverkande är Whitney Houston som Gudmodern och Paolo Montalban som Prinsen.
Filmen är en remake av musikalen Cinderella från 1957. Den två timmar långa "Wonderful World of Disney Special" genererade uppskattningsvis 60 miljoner tittare, vilket gav bolaget de högsta tittarsiffrorna på 16 år. Filmen vann därefter en Emmy Award

## Rollista
- Brandy – Askungen
- Whitney Houston – Gudmodern
- Paolo Montalban – Prinsen
- Bernadette Peters – Askungens styvmamma
- Natalie Desselle-Reid – Minerva, Askungens styvsyster
- Veanne Cox – Calliope, Askungens styvsyster
- Whoopi Goldberg – Drottning Constantina, Prinsens mamma
- Victor Garber – Konung Maximillian, Prinsens pappa
- Jason Alexander – Lionel, Prinsens butler